# Ter Schouw-Van Sanen Stichting

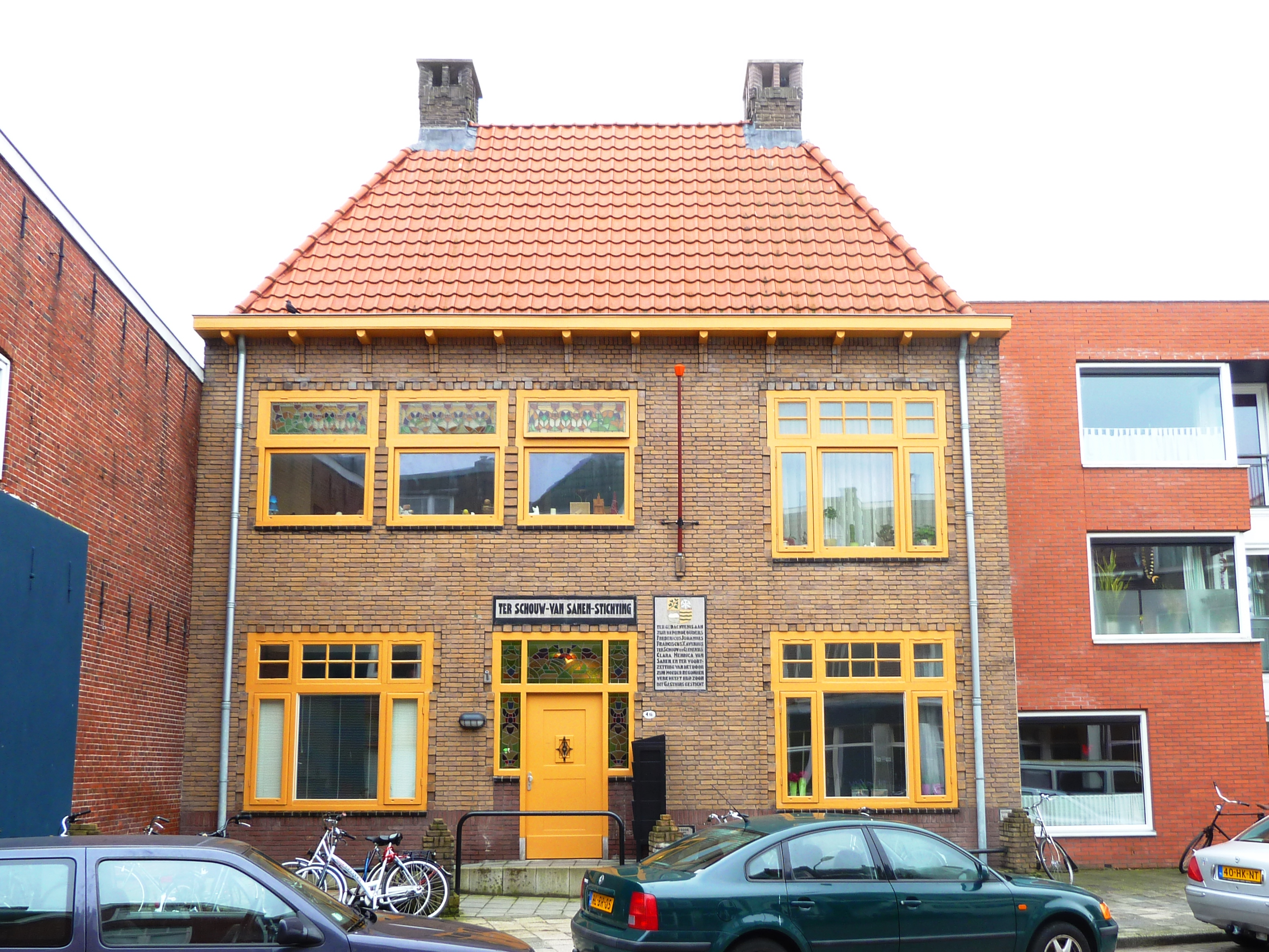
Ter Schouw-Van Sanen Stichting

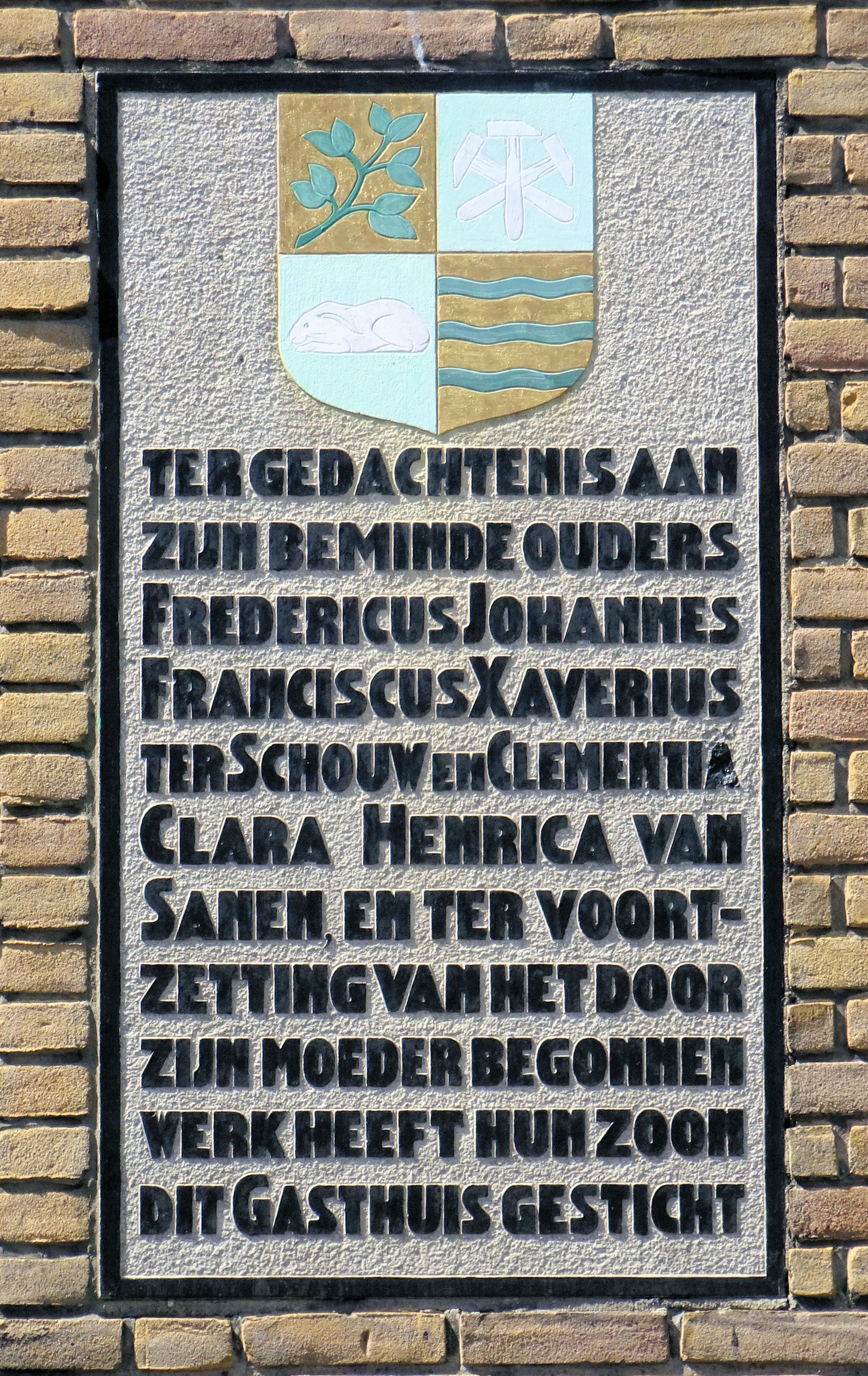
Gevelsteen naast de entree

De Ter Schouw-van Sanen Stichting is een gasthuis in de stad Groningen.
Het werd gesticht krachtens het testament van Wilhelmus Johannes ter Schouw (1852-1927). In zijn testament had hij bepaald dat uit zijn nalatenschap een stichting moest worden opgericht genoemd naar zijn ouders, met als doelstelling het oprichten van een gasthuis. Het gasthuis werd in 1928-1929 gebouwd aan de Moesstraat 46, iets ten noorden van de voormalige Heilig Hartkerk, op de plek van een voormalige boerderij. Architect was G.P.J. Bos, die werd geadviseerd door Herman van Wissen. Er kwamen acht kamers voor 'ouden van dagen' en een 'regentenkamer' (waar de portretten van de familie hingen). Later werd het gasthuis ook wel aangeduid als bejaardentehuis. In 1980 trokken er ook twee zusters in van het toen gesloten Klooster Moesstraat (Huize Lidwina van de zusters Franciscanessen van de Heilige Familie). In de loop van de jaren 1980 verschoof de woonfunctie naar studentenhuisvesting. Trip advocaten & notarissen nam in die tijd het beheer van het pand over.
In 2002 kocht de Groningse Woonstichting IN (nu Lefier) het pand aan, met het doel een woonvorm te creëren waar jongvolwassen geestelijk gehandicapten onder begeleiding zo zelfstandig mogelijk kunnen wonen. De daadwerkelijke verbouwing begon in 2005 en werd afgerond in 2007. Het voorste deel, met drie wooneenheden en de regentenkamer, werd gerenoveerd. De rest werd afgebroken om plaats te maken voor nieuwbouw. Bij de werkzaamheden kwamen de oude fundamenten van de boerderij weer aan het licht. Ook werd aan noordzijde een betonnen kelder aangetroffen, die een voormalige bewoner in de grond had gebouwd en waardoor de muur gevaarlijk was ondermijnd.
Het pand omvat twaalf appartementen, gemeenschappelijke voorzieningen, en een kantoorruimte voor de medewerkers van de Stichting Humanitas-DMH die er het beheer voeren.
Aduardergasthuis ·
Anna Varvers Convent ·
Armhuiszitten Convent ·
Hofje Ceramstraat ·
Corneliagasthuis ·
Doopsgezind Gasthuis ·
Gerarda Gockingahuis ·
Hesselinkstichting ·
Jacob en Annagasthuis · 
Juffer Margarethagasthuis ·
Juffer Tette Alberdagasthuis ·
Jan Luitjensgasthuis ·
Mepschengasthuis ·
Middengasthuis (Kleine Rozenstraat) ·
Middengasthuis (Grote Leliestraat) ·
Latteringe Gasthuis ·
Pelstergasthuis ·
Pepergasthuis ·
Pieternellagasthuis ·
Remonstrants Gasthuis ·
Rustoord ·
Sint Anthonygasthuis ·
Sint Martinusgasthuis ·
Hofje Tellegenstraat ·
Ter Schouw-Van Sanen Stichting ·
Typografengasthuis ·
Ubbenagasthuis ·
Vrouw Fransensgasthuis ·
Vrouw Wilsoors- of Aaffien Olthofsgasthuis ·
Weldadige Stichting Ketelaar-Bos ·
Wytzes- of Schoonbeeksgasthuis ·
Zeylsgasthuis